# Unionsheer im Sezessionskrieg
Das Heer der Union im Sezessionskrieg (englisch in Abgrenzung zur Confederate States Army oft Union Army ‚Unionsheer‘ genannt) war das Heer der Unionsstaaten während des Sezessionskrieges. Die United States Army bestand vor dem Bürgerkrieg aus 16.402 Berufssoldaten, von denen ungefähr ein Viertel in das neue Heer der Konföderierten wechselten. Der Rest bildete den Kern des neuen Heeres der Union im Sezessionskrieg. Abraham Lincoln rief am 15. April 1861, nur wenige Tage nach dem Angriff auf Fort Sumter, die in der Union verbliebenen Staaten auf, Freiwilligenverbände (United States Volunteers) im Umfang von 75.000 Soldaten für drei Monate aufzustellen. Bis zur Übernahme in das US-Heer blieben diese Verbände in der Milizorganisation der Bundesstaaten. Deshalb war die Rekrutierung und Bewaffnung der Freiwilligen Aufgabe der Einzelstaaten. Bereits am 3. Mai 1861 forderte Lincoln als Oberster Befehlshaber erneut 42.000 dreijährig Freiwillige bei den Bundesstaaten an und befahl gleichzeitig, das US-Heer um 23.000 Mann zu verstärken. Erst am 22. Juli 1861 ermächtigte der US-Kongress Präsident Lincoln zur Aufstellung eines Freiwilligenheeres mit einem Umfang von 1.000.000 Freiwilligen. 186.000 Soldaten waren afroamerikanischer Herkunft. Als ab 1863 das Aufkommen an Freiwilligen nicht mehr ausreichte, beschloss der Kongress vier Einberufungsgesetze, denen aber nur mäßiger Erfolg beschieden war.

## Oberbefehlshaber des Heeres
Zu Beginn des Krieges lag das Oberkommando des Heeres beim Kriegsministerium das wiederum dem Präsidenten unterstellt war. Dem Kriegsminister direkt unterstellt waren die Bureau Chiefs oder Leiter der Stabsabteilungen, aus denen das Kriegsministerium bestand. Zu Beginn des Krieges waren dies der Generaladjutant, der Generalinspekteur, der Generalzahlmeister, der Generalrichter, der Chef der Ingenieure, der Chef der topographischen Ingenieure, der Generalquartiermeister, der Generalkommissar für Unterhalt, der Chef der Artillerie und der Generalstabsarzt.
Die Oberbefehlshaber (Commanding General of the United States Army) waren:
- Winfield Scott: 5. Juli 1841 bis 1. November 1861
- George B. McClellan: 1. November 1861 bis 11. März 1862
- Henry Wager Halleck: 23. Juli 1862 bis 9. März 1864
- Ulysses S. Grant: 9. März 1864 bis 4. März 1869

Während der zeitlichen Lücke vom 11. März 1862 bis zum 23. Juli 1862 führten Lincoln und Kriegsminister Edwin McMasters Stanton das Heer mit Hilfe eines am 17. März gegründeten inoffiziellen Beratergremiums. Das Gremium bestand aus dem Ausschussvorsitzenden Ethan A. Hitchcock und fünf Abteilungsleitern des Kriegsministeriums (Personal: Lorenzo Thomas (Adjutant General), Logistik: Montgomery C. Meigs (Quartermaster General), Pionierwesen: Joseph G. Totten (Chief Engineer), Rüstung: James W. Ripley (Chief of Ordnance) und Verpflegung: Joseph P. Taylor (Commissary General)).

## Gliederung
Dem Oberbefehlshaber des Heeres unterstanden mehrere Feldarmeen, die meist nach Flüssen benannt waren und von einem Generalmajor geführt wurden. Jede Feldarmee bestand aus den drei Truppengattungen Infanterie, Artillerie und Kavallerie. Außerdem verfügte jede Feldarmee über Spezialtruppen. Dazu gehörten die Topografie- (ging später in der Pioniertruppe auf), Pionier-, Fernmelde- und Logistiktruppe und das Sanitätswesen sowie Führungstruppen wie die Feldgerichtsbarkeit und die Adjutanturen.
Eine Feldarmee führte mehrere Korps. Ein Korps führte meist drei Divisionen; der Kommandierende General war meist Generalmajor. Zusätzlich führten Armee und Korps Führungs- und Kampfunterstützungstruppen. Zu Beginn des Krieges oder bei kleineren Armeen kam es auch vor, dass diese keine Korps führten, sondern schlicht in Divisionen aufgeteilt waren.
Die Division führte in der Regel zwischen zwei oder drei Brigaden; der Divisionskommandeur war meist Generalmajor, seltener Brigadegeneral. Eine Brigade führte drei bis sechs Regimenter; der Brigadekommandeur war meist Brigadegeneral oder Oberst.
Regimenter wurden weitgehend aus männlichen Bürgern eines Bundesstaates oder gar einer Region innerhalb eines Bundesstaates aufgestellt, ebenso wurde versucht, den Ersatz aus derselben Gegend zu rekrutieren. Jedes Regiment hatte seine eigene Regimentsfahne. Der Regimentskommandeur hatte meist den Dienstgrad Oberst.
Das Territorium der Vereinigten Staaten war während des Bürgerkrieges in Kriegsschauplätze aufgeteilt. Von der Atlantikküste bis zu den Appalachen erstreckte sich der östliche, zwischen den Appalachen und dem Mississippi lag der westliche Kriegsschauplatz und das Gebiet westlich des Mississippi ausschließlich der an den Pazifik grenzenden Staaten bildete den Kriegsschauplatz Trans-Mississippi. Die an der Westküste liegenden Staaten und Territorien bildeten den Kriegsschauplatz Pazifikküste und die Küsten der Südstaaten inklusive der Mississippimündung bildeten den Kriegsschauplatz Untere Küste und Golfzugänge. Nach Beendigung des Krieges entsprachen die Kriegsschauplätze ungefähr den „Military Divisions“, was mit Territorialkommando gleichgesetzt werden kann.
Darüber hinaus war das Territorium der Vereinigten Staaten in „Departments“ genannte Wehrbereiche aufgeteilt. Die Größe der Wehrbereiche konnte zwischen mehreren Bundesstaaten (z. B. der Wehrbereich Tennessee mit den Bundesstaaten oder Teilen davon – westl. Tennessee, östl. Arkansas, Mississippi, westl. Louisiana) bis zu kleinen Gebieten (z. B. der Wehrbereich Potomac bestehend aus Teilen Marylands, Washington, D.C. und den eroberten Gebieten Virginias) reichen. Wehrbereiche waren oft in mehrere Wehrbezirke (Districts) unterteilt. Die geografische Zusammensetzung der Wehrbereiche richtete sich nach dem aktuellen Kriegsverlauf und änderte sich deshalb häufig. Dem Befehlshaber im Wehrbereich unterstanden alle Truppen im Wehrbereich. Deshalb war er gleichzeitig Oberbefehlshaber der im Wehrbereich dislozierten gleichnamigen Armee.

## Offizierskorps
Im Unionsheer dienten etwa zwei Drittel der bei Ausbruch des Krieges noch lebenden Absolventen der Militärakademie. Die Offiziere mit West-Point-Ausbildung waren nicht über die Führung einer Kompanie/Batterie hinausgekommen und hatten fast immer die Streitkräfte zugunsten einer zivilen Karriere verlassen. Viele traten in die Miliz ihres Heimatstaates ein und wurden von den Gouverneuren zu deren Kommandeuren ernannt. Einige Generale waren auf Grund ihrer Parteizugehörigkeit mit militärischen Dienstposten betraut worden, 16 hatten keine militärische Ausbildung.
Die Soldaten der Freiwilligen- und Milizregimenter wählten ihre Zugführer und Kompaniechefs und, soweit in der Gliederung vorgesehen, den Bataillonskommandeur und dessen Stellvertreter direkt. Die Gewählten erhielten nach der Wahl die entsprechenden Dienstgrade – Leutnant und Hauptmann, Oberstleutnant und Major. Diese Offiziere wählten die Offiziere des Regimentsstabes, den für die Planung zuständigen zweiten Stellvertreter (Major) und den stellvertretenden Regimentskommandeur (Oberstleutnant). Den Regimentskommandeur im Rang eines Obersten bestimmte der jeweilige Gouverneur. Den Kommandeur eines Milizgroßverbandes wählte der Präsident aus, nicht selten nach politischen Abwägungen.
Divisionskommandeure und Kommandierende Generale waren meistens Generalmajor, Armeeoberbefehlshaber immer.
Für die Wahl eines Kommandeurs nach politischen Abwägungen stand beispielsweise die Entscheidung, Nathaniel Prentiss Banks, der 1856 republikanischer Sprecher des Repräsentantenhauses und 1857 Gouverneur von Massachusetts gewesen war, zum Generalmajor zu ernennen. In der Regel respektierte die Heeresführung die Besetzung der Offiziersdienstposten durch politische Generale, tauschte sie aber bei erwiesener Unfähigkeit aus. Auf diese Weise gelangten im Laufe des Krieges einige sehr fähige Offiziere in führende Positionen, die allerdings zuvor keine oder nur eine geringe militärische Ausbildung erworben hatten. Dieses System wurde allerdings von manchen Offizieren auch als der größte Fehler in der militärischen Organisation der Union angesehen.

## Verluste

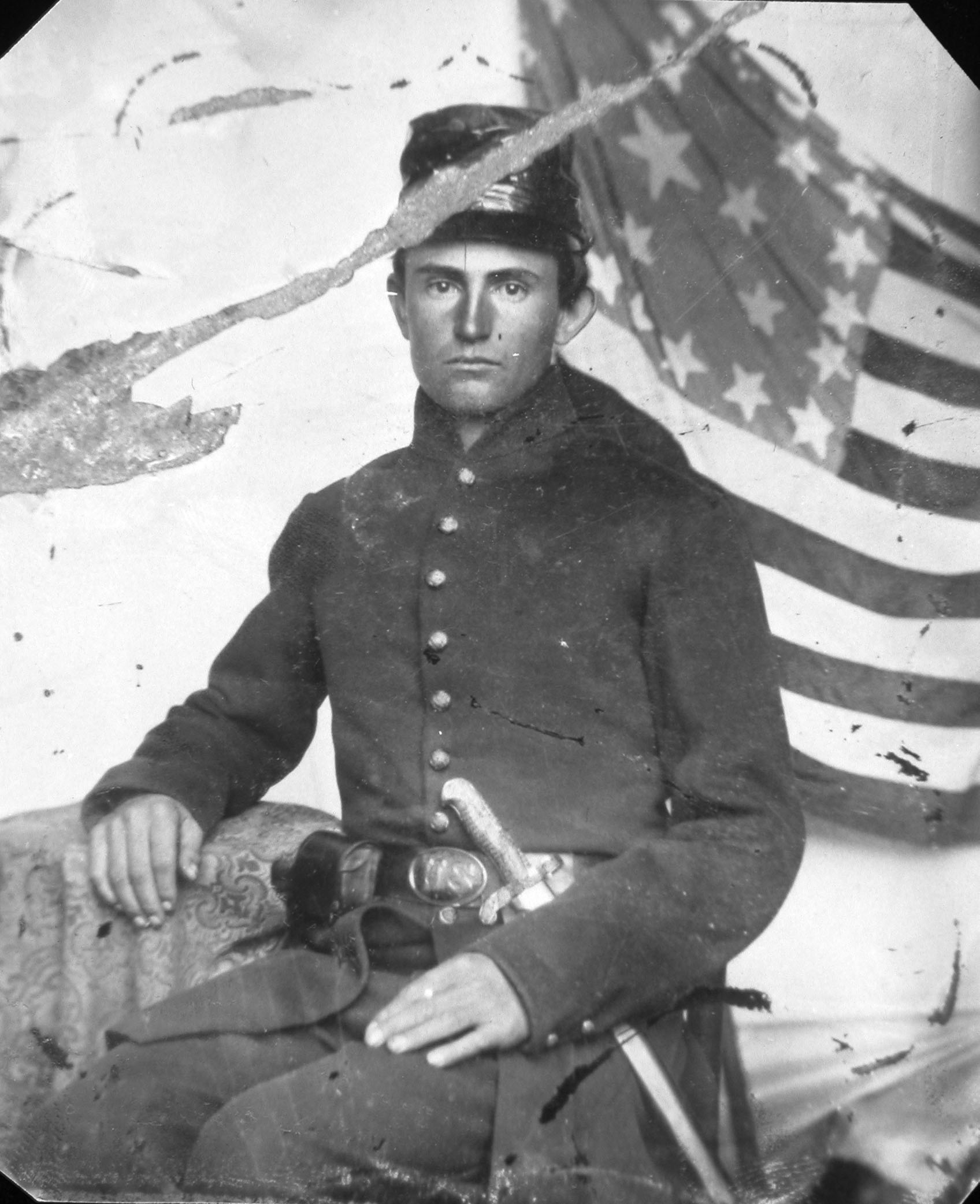
Private Samuel K. Wilson (1841–1865), Sturgis Rifles, Illinois Volunteer Infantry (1862)

Insgesamt dienten etwa 2,5 Millionen Soldaten im Unionsheer, von denen etwa 390.000 durch Kampfhandlungen, infolge von Krankheiten oder aus anderen Gründen starben. Etwa 280.000 Soldaten wurden verwundet.

## Bewaffnung
Während der Vorderlader Standard blieb, setzte das Heer mit zunehmender Kriegsdauer auch verstärkt Hinterlader ein. Das Vordringen des Hinterladers erforderte außerdem vorgefertigte Papier- oder Metallpatronen im Gegensatz zur „getrennten“ Mitführung von Zündhütchen, Schießpulver und Geschossen für Vorderlader. Glattläufige Gewehre wurden endgültig durch solche mit gezogenem Lauf verdrängt.
Die häufigste Waffe war das Springfield Model 1861 U.S. Percussion Rifle-Musket, ein Vorderladergewehr, mit dem noch auf eine Entfernung von 350 m zielgenau geschossen werden konnte.
Zu Anfang des Krieges wurden ferner große Bestände an Waffen in Europa eingekauft.
Die Nordstaaten nutzten Handgranaten, wie etwa die Ketchum-Granate (Ketchum’s Improved Hand Grenade). Die Ketchum-Granate gab es in verschiedenen Größen (1, 3 und 5 Pfund). Am eiförmigen Eisenkörper befand sich hinten ein viereckiger Holzstab mit Stabilisierungsflossen als Leitwerk oder ein Ziehharmonika-artig zusammengefalteter Pappstreifen, damit die Granate nach dem Werfen mit dem Zünder voran aufschlug. Der Schlagbolzen besaß an seiner Spitze eine Scheibe, um die Zuverlässigkeit der Zündung beim Auftreffen auf weiche oder unregelmäßige Oberflächen zu erhöhen.
Weit verbreitete Geschütze waren die (glattläufige) 12-Pfünder-Kanonenhaubitze M1857 „Napoleon“, die gezogene „Ordnance“ im Kaliber 3 Zoll und die ebenfalls gezogenen Parrott-Geschütze (vor allem 10- und 20-Pfünder).

## Kampfweise
Die Infanterie kämpfte in Linie zu zwei Gliedern, wobei sowohl aus der knienden und der stehenden Position gefeuert wurde. Daneben gab es noch Scharfschützen (wie etwa die „Berdan-Sharpshooters“), die einzeln gezielt schossen, häufig auf die gegnerischen Offiziere. In der Endphase eines Kampfes kam es häufig zum Kampf Mann gegen Mann mit dem Bajonett.